# Ron Harper (basket-ball)
Pour les articles homonymes, voir Ron Harper et Harper.
Ronald "Ron" Harper, Sr, né le 20 janvier 1964 à Dayton (Ohio), est un joueur américain de basket-ball. Sa carrière s'est étalée entre 1986 et 2001 et quatre franchises NBA.

## Biographie
Après sa sortie de l'université Miami, il est sélectionné en 8e choix de la draft 1986 de la NBA par les Cavaliers de Cleveland. Il finit sa saison rookie avec une moyenne de 22,9 points par matchs. Il passe trois saisons à Cleveland avant de rejoindre les Clippers de Los Angeles.
Durant sa période chez les Clippers une grave blessure au genou le handicape fortement, ce qui ne le prive pas pour autant de son efficacité offensive qui pour l'époque est l'une des meilleures et des plus constantes de la ligue. Il signe en 1994 pour les Bulls de Chicago, en pleine restructuration après le départ de Michael Jordan. C'est à cette période que son jeu évolue ; il accroît alors son impact défensif sur l'équipe. Avec le retour de Jordan en 1994-1995, Harper devient un élément clé de la défense des Bulls mais il se retrouve la 4e option offensive (derrière Jordan, Pippen et Kukoč). En 1996, il aide les Bulls à réaliser la meilleure saison de l'histoire de la NBA avec 72 victoires et 10 défaites (dépassée par la suite avec 73 victoires par les Warriors de Golden State en 2015-2016).
Il remporte ainsi trois titres avec les Bulls, et suit Phil Jackson aux Lakers de Los Angeles en 1999, remportant avec lui deux nouveaux titres NBA.
En 2005, il devient entraîneur adjoint coach chez les Pistons de Détroit.

## Palmarès
En franchise
- Champion NBA en 1996, 1997 et 1998 avec les Bulls de Chicago et en 2000 et 2001 avec les Lakers de Los Angeles.
- Champion de la Conférence Est en 1996, 1997 et 1998 avec les Bulls de Chicago.
- Champion de la Conférence Ouest en 2000 et 2001 avec les Lakers de Los Angeles.
- Champion de la Division Centrale en 1996, 1997 et 1998 avec les Bulls de Chicago.
- Champion de la Division Pacifique en 2000 et 2001 avec les Lakers de Los Angeles.

Distinctions personnelles
- NBA All-Rookie First Team en 1987.
- Rookie du mois en décembre 1986 et janvier 1987.
- Recordman du nombre d'interceptions par match des Cavaliers de Cleveland avec 10 unités le 10 mars 1987.

## Pour approfondir
- Liste des joueurs les plus titrés en NBA.
- Liste des joueurs en NBA ayant joué plus de 1 000 matchs en carrière.
- Liste des meilleurs marqueurs en NBA en carrière.
- Liste des meilleurs intercepteurs en NBA en carrière.
- Liste des joueurs de NBA avec 9 interceptions et plus sur un match.

## Télévision
Il apparaît dans la série Kenan et Kel en jouant son propre rôle.

## Vie privée
Son fils, Ron Harper Jr., signe un contrat two-way avec les Raptors de Toronto en NBA pour la saison 2022-2023. Un autre fils, Dylan Harper, né en 2006, est l'un des meilleurs joueurs de sa classe d'âge.